# Ковда (река)
Ко́вда (Софьянга, Кундозерка, Кума, Ругозерка, Ковдочка, Иова) — река в Мурманской области и Карелии. Длина 233 км, из которых большую часть составляет цепь озёр и водохранилищ. Площадь бассейна 26 100 км². Впадает в губу Ковду Кандалакшского залива Белого моря.

## Название
Название реки Ковда восходит к саамскому слову куовддо — центр.

## География
На реке построено 3 ГЭС входящих в Каскад Ковдинских ГЭС (Кумская, Иовская, Княжегубская), образующие 3 водохранилища (Кумское, Иовское, Ковдоозерское).
Исток реки расположен на выходе из озера Топозеро на высоте 109,5 м, входящем в Кумское водохранилище, близ посёлка Софпорог. Участок реки, соединяющий Топозеро с Пяозером, носит название Софьянга и имеет протяжённость 4 км. Пяозеро также входит в Кумское водохранилище, и соединяется с Кундозером протокой Кундозерка (длиной 2 км). На выходе из Кундозера в посёлке Кумапорог реку преграждает Кумская ГЭС. После неё река носит название Кума и имеет длину 12 км, до впадения в Соколозеро (относится к Иовскому водохранилищу). В Куму впадают реки Невга (справа) и Порасйоки (слева). Из Соколозера вытекает протока Ругозерка, имеющая длину 1,5 км. Ругозерка впадает в губу Кангаслакша озера Ругозеро (Рувозеро). Из Ругозера вытекает протока Ковдочка, которая соединяет озеро с Сушозером (также относится к Иовскому водохранилищу). На выходе из Сушозера река преграждена Иовской ГЭС. После неё река носит название Иова (Верхняя Ковда) и имеет протяжённость 3,5 км, до впадения в Тутозеро, которое небольшой протокой соединяется с Ковдозером.

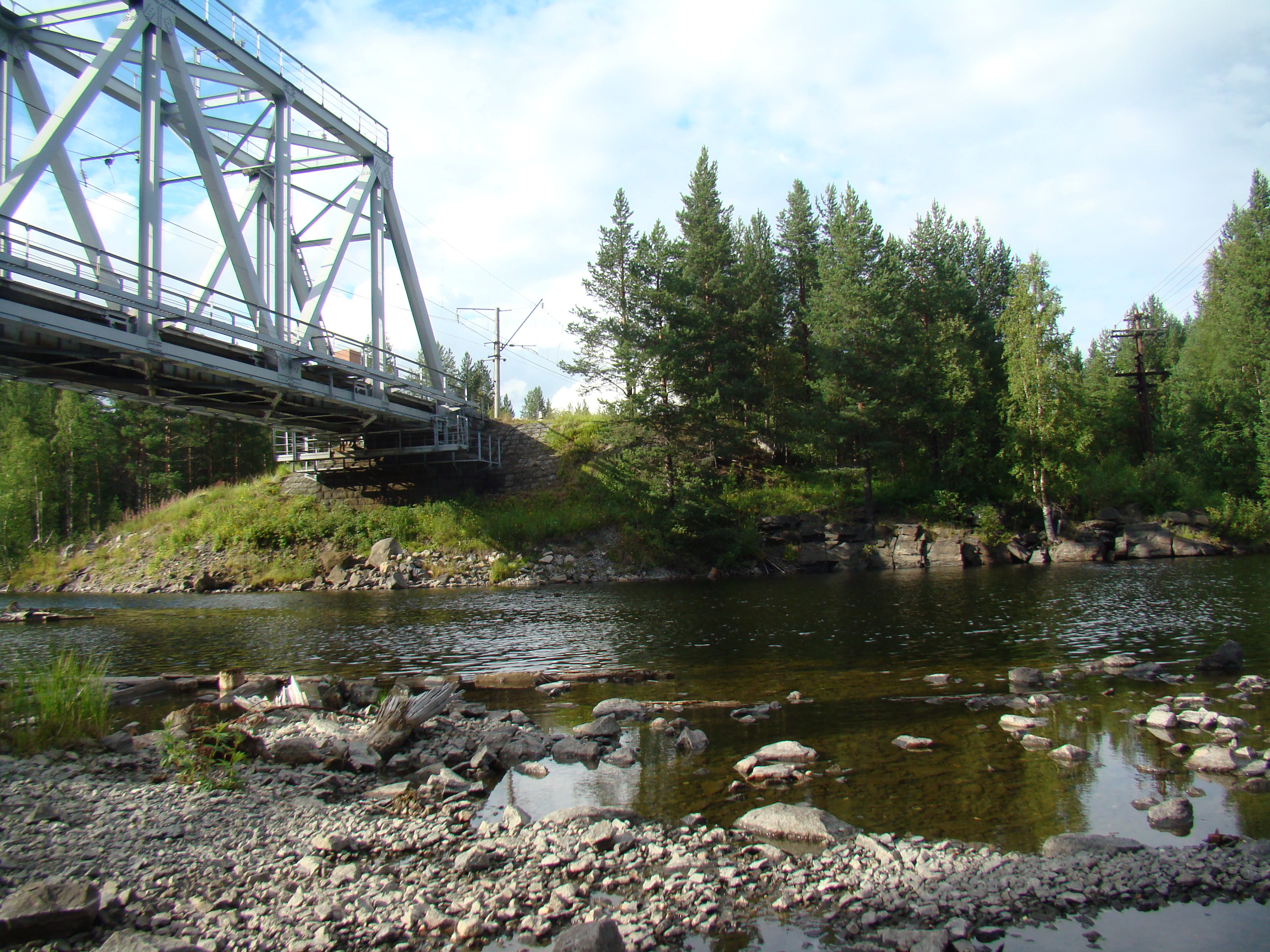
Железнодорожный мост через Ковду

Ковдозеро и Тутозеро относятся к Ковдоозерскому водохранилищу. Воды Ковдозерского водохранилища сбрасываются в губу Княжую (66°52′12″ с. ш. 32°23′56″ в. д.) Белого моря через искусственный канал длиной 4 км, созданный в 1955 году для Княжегубской ГЭС. На канале расположен посёлок Зеленоборский. Старый водосброс Ковдозера — русло реки Ковды было перегорожено железобетонной плотиной (66°46′35″ с. ш. 32°16′34″ в. д.). После плотины русло реки проходит через озера Серяк, Орлово и Верховское и впадает в губу Ковда близ одноимённого села. У выхода реки из озера Серяк расположена станция Ковда.
К бассейну Ковды также относятся озёра:
- Гангос
- Кемисьярви
- Полуярви
- Верхнее Мечозеро
- Беличье
- Пажма

## Гидрология
Средний расход воды в районе посёлка Софпорог — 33,71 м³/с, в районе Кумской ГЭС — 136,74 м³/с, в районе Иовской ГЭС — 231,27 м³/с, в районе Княжегубской ГЭС в 1,2 км от устья — 276,15 м³/с.